# T30 중전차

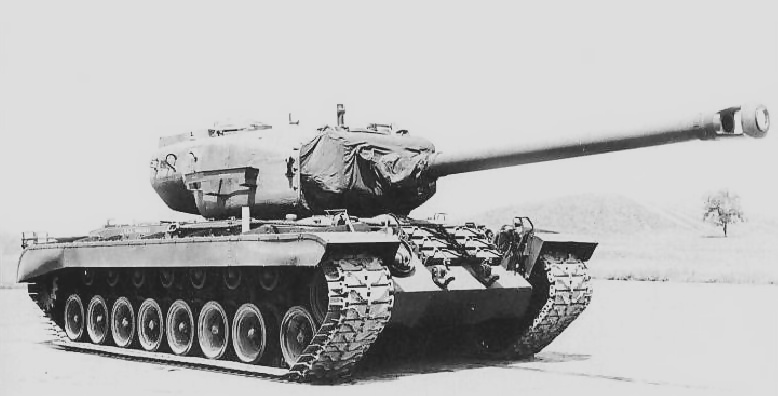

T30은 기존 T29에서 화력을 크게 향상시키기 위해 설계된 계획안이다. 기존 105 mm 포에서 155 mm 포로 교체한 설계였으나 양산되지는 않았다.
1. ↑  Hunnicutt, R. P. (1988). 《Firepower : a history of the American heavy tank》. Novato, CA : Presidio. ISBN 978-0-89141-304-2.